# 処女航海 (ハービー・ハンコックのアルバム)
『処女航海』（しょじょこうかい、原題：Maiden Voyage）は、アメリカ合衆国のジャズ・ミュージシャン、ハービー・ハンコックが1965年に録音・発表した5作目のスタジオ・アルバム。

## 背景
ハンコックは当時マイルス・デイヴィス・クインテットで活動しており、本作収録曲「リトル・ワン」は、本作に先がけてデイヴィスのリーダー・アルバム『E.S.P.』（1965年1月20日-22日録音）のためのセッションで録音された。
ブルーノート・レコードの記録によれば、1965年3月11日にフレディ・ハバード、ジョージ・コールマン、ロン・カーター、ステュ・マーティンを従えて「処女航海」、「リトル・ワン」、「ドルフィン・ダンス」の3曲が録音されたが、この時のテープは残っていない。そして、3月17日に行われたセッションでは、マーティンに代わりトニー・ウィリアムスがドラムスを担当した。

## 評価
本作は1999年にグラミーの殿堂入りを果たした。Stephen Thomas Erlewineはオールミュージックにおいて満点の5点を付け「前作『エンピリアン・アイルズ』ほど明確に冒険的ではないが、『処女航海』はハービー・ハンコックの創造性が頂点に達していたことを示している」「ハンコックの手による抑制的でメロディックな曲と、グループの味わい深いインタープレイにより、愛らしく親しみやすい音楽となっている」と評している。

## 収録曲
全曲ともハービー・ハンコック作曲。
1. 処女航海 - "Maiden Voyage" - 7:59
2. ジ・アイ・オブ・ザ・ハリケーン - "The Eye of the Hurricane" - 6:03
3. リトル・ワン - "Little One" - 8:51
4. サヴァイヴァル・オブ・ザ・フィッテスト - "Survival of the Fittest" - 10:08
5. ドルフィン・ダンス - "Dolphin Dance" - 9:19

## カヴァー
- 処女航海
  - 上記項目を参照。
- ジ・アイ・オブ・ザ・ハリケーン
  - バーニー・セネンスキー（英語版） - アルバム『ホイール・ウィズィン・ア・ホイール』（1993年）に収録[5]。
- ドルフィン・ダンス
  - アーマッド・ジャマル - アルバム『ジ・アウェイクニング』（1970年）に収録[6]。
  - グローヴァー・ワシントン・ジュニア - アルバム『A Secret Places』（1976年）に収録[7]。

## 参加ミュージシャン
- ハービー・ハンコック - ピアノ
- フレディ・ハバード - トランペット
- ジョージ・コールマン - テナー・サクソフォーン
- ロン・カーター - ベース
- トニー・ウィリアムス - ドラムス